# Ekkronmal
Ekkronmal (Bucculatrix ulmella) är en fjärilsart som beskrevs av Philipp Christoph Zeller 1848. Ekkronmal ingår i släktet Bucculatrix och familjen kronmalar. Arten är reproducerande i Sverige. Inga underarter finns listade i Catalogue of Life.

## Bildgalleri

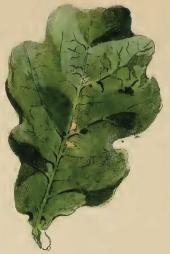
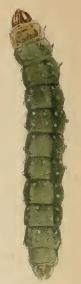